# Intel Visual Computing Institute
Das Intel Visual Computing Institute (VCI) wurde 2009 gegründet.
Es war ein Kooperationsprojekt zwischen Intel, der Universität des Saarlandes, dem Max-Planck-Institut für Informatik, dem Max-Planck-Institut für Softwaresysteme und dem Deutschen Forschungszentrum für Künstliche Intelligenz (DFKI). Das Institut befand sich auf dem Campus der Universität des Saarlandes und war Teil des Kaiserslautern-Saarbrücken Computer Science Clusters.

## Forschungsaufgabe
Das Institut befasste sich mit Forschung im Bereich des Visual Computing, das heißt Erfassung, Modellierung, Verarbeitung, Übertragung, Rendering und Abbildung visueller und damit verbundener Daten.
Forschungsaspekte:
- Höchstleistung und Skalierbarkeit
- Integration multimodaler Daten
- Analyse und Bearbeitung großer Datenmengen
- Effiziente Kodierung und Übertragung zeitabhängiger Daten unter Echtzeitbedingen[1]

## Forschungsfelder
- Computergrafik
- Computervision
- ruhende und bewegte Bildverarbeitung
- CAD
- wissenschaftliche Visualisierung
- interaktive Simulation
- Geometrieverarbeitung
- Animation
- Mensch-Computer-Interaktion
- parallele Programmiersprachen, Compiler und Werkzeuge.